# Llengües wintun
Les llengües wintun (també Wintoon, Copeh, Copehan) són una família de llengües parlades a la Vall de Sacramento, al nord de Califòrnia, Estats Units, pels wintun.
Totes les llengües wintun estan en greu perill de desaparició. John Wesley Powell és qui va identificar per primera vegada aquesta família lingüística. La família wintun es parlava a l'oest de la vall del riu Sacramento i a àrees adjacents a l'oest.

## Classificació

### Classificació interna
S'han documentat 5 llengües wintu:
I. Wintun septentrional
1. Wintu. Uns 5 parlants actius i uns altres 45 passius (2000). És el millor documentat dels cinc.
2. Nomlaki (també anomenat Noamlakee, o Wintu Central) (†)
II. Wintun meridional
4. Patwin. Quedava un únic parlant de Patwin en 1997.
5. Patwin del Sud o Suisun (†)
Pitkin (1984) considera les llengües wintu molt relacionades entre si, de manera similar al que ocorre amb les llengües romàniques. Pot ser que hagin evolucionat d'una llengua comuna fa uns 2000 o 2500 anys, amb una divergència similar a l'existent entre les llengües romàniques.

### Relacions amb altres llengües
La família wintun era part de l'anomenada llavor californiana de l'originàri idioma penutià, segons proposta de Roland B. Dixon i Alfred Kroeber. Aquesta proposta només és una hipòtesi.

### Fonologia
A. Sheperd (2005) ha reconstruït recentment el proto-wintun amb bastant detall, l'inventari de consonants reconstruït és:
|                       |              | Labial | Alveolar | Alveolar | Palatal | Velar | Post- velar | Glotal |
| central               | lateral      | Labial |          |          | Palatal | Velar | Post- velar | Glotal |
| --------------------- | ------------ | ------ | -------- | -------- | ------- | ----- | ----------- | ------ |
| obstruent no-contínua | aspirada     | *pʰ    | *tʰ      |          | *čʰ     | *kʰ   | *qʰ         |        |
| obstruent no-contínua | glotalitzada | *pʼ    | *tʼ      | *tɬʼ     | *čʼ     | *kʼ   | *qʼ         |        |
| obstruent no-contínua | sorda simple | *p     | *t       |          | *č      | *k    | *q          |        |
| obstruent no-contínua | sonora       | *b     | *d       |          |         |       |             |        |
| fricativa             | fricativa    |        | *s       | *ɬ       |         | *x    | *χ          | *h     |
| nasal                 | nasal        | *m     | *n       |          |         |       |             |        |
| aproximant            | aproximant   | *w     | *r       | *l       | *y      |       |             |        |

El sistema vocàlic està format per cinc vocals breus i, i, a, o, o i cinc vocals llargues iˑ, iˑ, aˑ, oˑ, oˑ.

### Gramàtica
Les llengües wintun són llengües flexives de tipus fusionant. El nom sol portar marques de cas morfològic explícites i el verb a més de les categories habituals expressa la categoria abstracta d'evidencialitat.